# Sharif Nazarov
Sharif Nazarov (né le 23 février 1946 en URSS) est un entraîneur tadjik de football.
Il gagne l'AFC Challenge Cup 2006, le seul titre remporté par le Tadjikistan.